# Département d'Almirante Brown
Pour les articles homonymes, voir Almirante Brown.
Le département d'Almirante Brown est une des 25 subdivisions de la province du Chaco, en Argentine. Son chef-lieu est la ville de Pampa del Infierno.
Le département a une superficie de 17 276 km2. Sa population s'élevait à 29 086 habitants au recensement de 2001.

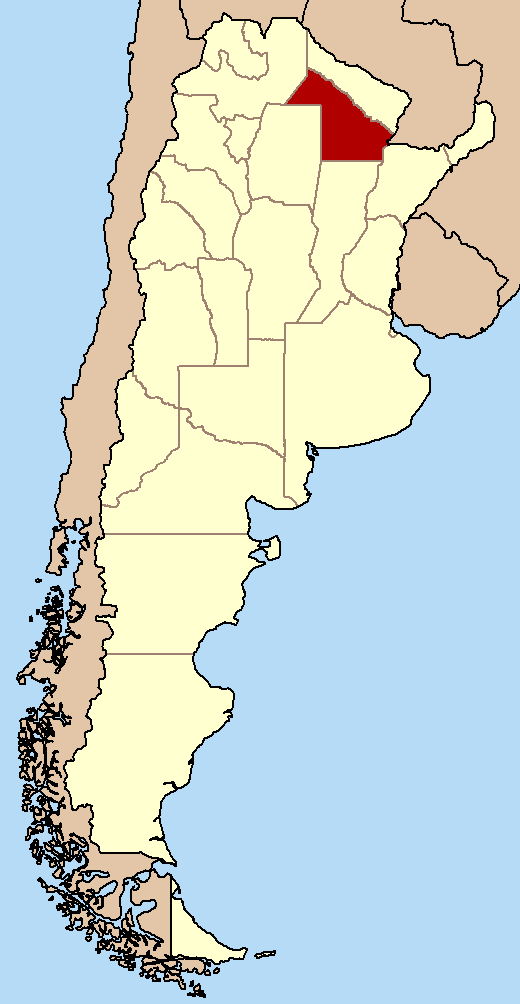
Localisation de la province du Chaco en Argentine.

## Villes et localités
- Concepción del Bermejo
- Los Frentones
- Pampa del Infierno, chef-lieu
- Taco Pozo